# Philippa Gregory
Philippa Gregory (Nairóbi, 9 de janeiro de 1954) é uma romancista britânica conhecida pelos livros A Irmã de Ana Bolena e A Rainha Branca, obras de diferentes séries que foram adaptadas para o cinema e a televisão. Além de escritora, Gregory também é assídua contribuidora de jornais e revistas, com contos, críticas e resenhas, e se dedica ao estudo de figuras históricas.

## Biografia

### Infância
Philippa Gregory nasceu no Quênia, quando tinha dois anos sua família mudou-se para Inglaterra. Na escola, era rebelde, mas decidida a cursar a Universidade, estudando na Universidade de Sussex. Ela trabalhou na rádio da BBC por dois anos antes de frequentar a Universidade de Edinburgh, onde ela conquistou seu doutorado em literatura do século XVIII. Gregory, que deu aulas na Universidade de Durham, Universidade de Teesside, Universidade Open, foi nomeada Fellow na Universidade de Kingston em 1994.

### Carreira
O passado acadêmico de Gregory deu a ela conhecimento e entusiasmo de muito períodos da história, mas em particular o período Tudor (na Inglaterra), e o século XVIII. A sua pesquisa sobre a literatura do século XVIII a levou a escrever sua trilogia que mais vendeu: Trilogia Wideacre, que foi seguida pelo livro The Wise Woman. O romance A Respectable Trade que fala sobre o tráfico de escravos na Inglaterra, situado no século XVIII na cidade de Bristol, foi posteriormente adaptadado para um seriado para o canal da BBC. O roteiro de Philippa foi nomeado a um BAFTA, ganhou um prêmio do Comitê de Igualdade Racial e teve sua transmissão para todo o mundo.
O romance de maior sucesso de Gregory foi A Irmã de Ana Bolena, publicado em 2002 e adaptado para a televisão no ano seguinte. O sucesso do romance o levou a mais uma adaptação em 2007, dessa vez para os cinemas e estrelado por Natalie Portman, Scarlett Johanson e Eric Bana. No ano de sua publicação A Irmã de Ana Bolena também ganhou o prêmio Parker Romantic Novel of the Year e posteriormente recebeu as sequências O Bobo da Rainha, O Amante da Virgem, A Princesa Leal, A Herança de Ana Bolena, A Outra Rainha.
Em 2009, após o lançamento de A Outra Rainha, Philippa Gregory se afastou de escrever sobre os Tudors para lançar o primeiro romance de uma nova série. Com A Rainha Branca, a autora se dedicou a escrever uma série sobre os antepassados a dinastia Tudor, os Plantageneta, e sobre a famosa Guerra dos Cem Anos que levou os Tudors ao poder. Após o lançamento das sequências A Rainha Vermelha, A Senhora das Águas, A Filha do Fazedor de Reis, A Princesa Branca e The King's Curse, Gregory publicou mais três livros sobre os Tudors e fundiu as duas séries em uma única série conhecida hoje como Plantageneta e Tudor.
O lançamento de The Last Tudor em 2017 marcou o fim da série Tudor e Plantageneta até então. Em meio aos lançamentos sobre figuras históricas reais, Gregory também se dedicou a escrever uma série infanto-juvenil entre 2012 e 2018. No Brasil, a série foi publicada pelo selo Galera Record e ficou conhecida como Ordem da Escuridão.
No final de 2018, a autora revelou o primeiro livro de uma nova série de ficção histórica chamada Fairmile. O primeiro livro da série, Tidelands, será lançado em Agosto de 2019 e contará a história de uma família inglesa sobrevivendo durante diversas gerações em meio a Guerra Civil Inglesa.

## Vida pessoal
Gregory vive no norte da Inglaterra com seu marido e dois filhos. Seus hobbies são: equitação, caminhadas, ski e jardinagem.

## Obras

#### Trilogia Wideacre
Série que inclui o primeiro romance publicado por Philippa Gregory, Wideacre.
- Wideacre (1987)
- The Favored Child (1989)
- Meridon  (1990)

#### Earthly Joys
- Earthly Joys (1998)
- Terra Virgem (1998)

#### Série Plantageneta e Tudor
Anteriormente dividida entre a série Tudor e a série Guerra dos Primos, a partir de Agosto de 2016 o site da autora passou a se referir a série como uma só: a série Plantageneta e Tudor. Em ordem de lançamento temos:
- Brasil: A Irmã de Ana Bolena / Portugal: Duas Irmãs, Um Rei (2001)
- Brasil: O Bobo da Rainha / Portugal: A Espia da Rainha (2003)
- Brasil: O Amante da Virgem / Portugal: O Amante da Rainha (2004)
- Brasil: A Princesa Leal / Portugal: Catarina de Aragão - A Princesa Determinada (2005)
- Brasil: A Herança de Ana Bolena / Portugal: A Herança Bolena (2006)
- A Outra Rainha (2008)
- A Rainha Branca (2009)
- A Rainha Vermelha (2010)
- A Senhora das Águas (2011)
- A Filha do Fazedor de Reis (2012)
- A Princesa Branca (2013)
- A Maldição do Rei (2014)
- Brasil: A Rainha Domada / Portugal: A Rainha Subjugada (2015)
- Três Irmãs, Três Rainhas / Three Sisters, Three Queens (2016)
- A Última Tudor / The Last Tudor (2017)

A série pode ser lida em ordem cronológica conforme a sugestão da autora, seguindo a ordem real dos eventos e figuras históricas:
- A Senhora das Águas (Jacquetta de Luxemburgo)
- A Rainha Vermelha (Margaret Beaufort)
- A Rainha Branca (Elizabeth Woodville)
- A Filha do Fazedor de Reis (Isabel e Anne Neville)
- A Princesa Branca (Isabel de Iorque)
- Brasil: A Princesa Leal / Portugal: Catarina de Aragão - A Princesa Determinada (Catarina de Aragão)
- The King's Curse / A Maldição do Rei (Margarida Pole)
- bra: Três Irmãs, Três Rainhas / Three Sisters, Three Queens (Margarida Tudor, Maria Tudor e Catarina de Aragão)
- Brasil: A Irmã de Ana Bolena / Portugal: Duas Irmãs, Um Rei (Maria e Ana Bolena)
- Brasil: A Herança de Ana Bolena / Portugal: A Herança Bolena (Jane Bolena, Ana de Cleves e Catarina Howard)
- Brasil: A Rainha Domada / Portugal: A Rainha Subjugada (Catarina Parr)
- Brasil: O Bobo da Rainha / Portugal: A Espia da Rainha (Uma garota judia em serviço na corte de Eduardo VI, Maria I e Elizabeth I)
- bra: A Última Tudor / The Last Tudor (Joana Grey, Catarina Grey e Maria Grey)
- Brasil: O Amante da Virgem / Portugal: O Amante da Rainha (Elizabeth I, Robert Dudley e Amy Robsart)
- A Outra Rainha (Maria Stuart, George e Elizabeth Talbot)

Para ler as séries separadamente você pode seguir a a seguinte ordem:

#### Série Tudor
- A Princesa Leal / Catarina de Aragão - A Princesa Determinada (Catarina de Aragão)
- bra: Três irmãs, Três Rainhas / Three Sisters, Three Queens (Margarida Tudor, Maria Tudor e Catarina de Aragão)
- Brasil: A Irmã de Ana Bolena / Portugal: Duas Irmãs, Um Rei (Maria e Ana Bolena)
- Brasil: A Herança de Ana Bolena / Portugal: A Herança Bolena (Jane Bolena, Ana de Cleves e Catarina Howard)
- Brasil: A Rainha Domada / Portugal: A Rainha Subjugada  (Catarina Parr)
- Brasil: O Bobo da Rainha / Portugal: A Espia da Rainha (Uma garota judia em serviço na corte de Eduardo VI, Maria I e Elizabeth I)
- bra: A Última Tudor / The Last Tudor (Joana Grey, Catarina Grey e Maria Grey)
- Brasil: O Amante da Virgem / Portugal: O Amante da Rainha (Elizabeth I, Robert Dudley e Amy Robsart)
- A Outra Rainha (Maria Stuart, George e Elizabeth Talbot)

#### Série Guerra entre Primos
- A Senhora das Águas (Jacquetta de Luxemburgo)
- A Rainha Branca (Elizabeth Woodville)
- A Rainha Vermelha (Margaret Beaufort)
- A Filha do Conspirador / A Filha do Fazedor de Reis (Isabel e Anne Neville)
- A Princesa Branca (Isabel de Iorque)
- The King's Curse / A Maldição do Rei (Margarida Pole)

#### Série Ordem da Escuridão
Série medieval de fantasia voltada ao público juvenil.
- O Substituto (2012)
- Os Feiticeiros da Tempestade (2013)
- Fools' Gold (2014)
- Dark Traks (2018)

Série Fairmile
- Tidelands (2019)

#### Outros títulos
- A Respectable Trade (1992)
- The Wise Woman (1992)
- Fallen Skies (1994)
- A Wisewoman (2002)
- The Little House (1998)
- Zelda's Cut (2001)
- Perfectly Correct (1992)
- Mrs. Hartley and the Growth Centre (1992)
- Bread and Chocolate (2002)

#### Livros infantis
- A Pirate Story
- Diggory and the Boa Conductor
- The Little Pet Dragon
- Princess Florizella
- Princess Florizella and the Giant
- Princess Florizella and the Wolves

#### Não-ficção
- The Women of the Cousins' War: The Duchess, the Queen and the King's Mother (2011), em parceria com David Baldwin and Michael Jones.

### Adaptações
Em 2003, o livro "The Other Boleyn Girl" ("A Irmã de Ana Bolena" no Brasil ou "Duas Irmãs, um Rei" em Portugal) foi adaptado para a televisão pela emissora BBC. O sucesso do livro levou a uma segunda adaptação, em 2007, para o cinema com o nome de "A Outra", estrelado por Natalie Portman e Scarlett Johansson como as irmãs Bolena.
A série Guerra dos Primos foi adaptada pelo canal Starz e a BBC nas séries televisivas The White Queen e The White Princess. O sucesso das séries levou o canal Starz a adaptar o romance A Princesa Leal em uma minissérie com o nome de The Spanish Princess.